# Forsycja
Forsycja (Forsythia Vahl) – rodzaj krzewów należący do rodziny oliwkowatych. Obejmuje 11 gatunków. Jeden gatunek (forsycja europejska F. europaea) występuje w południowo-wschodniej Europie, pozostałe we wschodniej Azji (w Chinach, Korei i Japonii). W naturze krzewy te rosną w suchych formacjach zaroślowych. Ich kwiaty zapylane są przez owady.
Są to popularnie uprawiane krzewy ozdobne. Walorem jest obfite kwitnienie przed rozwojem liści.
Nazwa rodzajowa upamiętnia szkockiego ogrodnika Williama Forsytha (1737–1804). 

## Morfologia

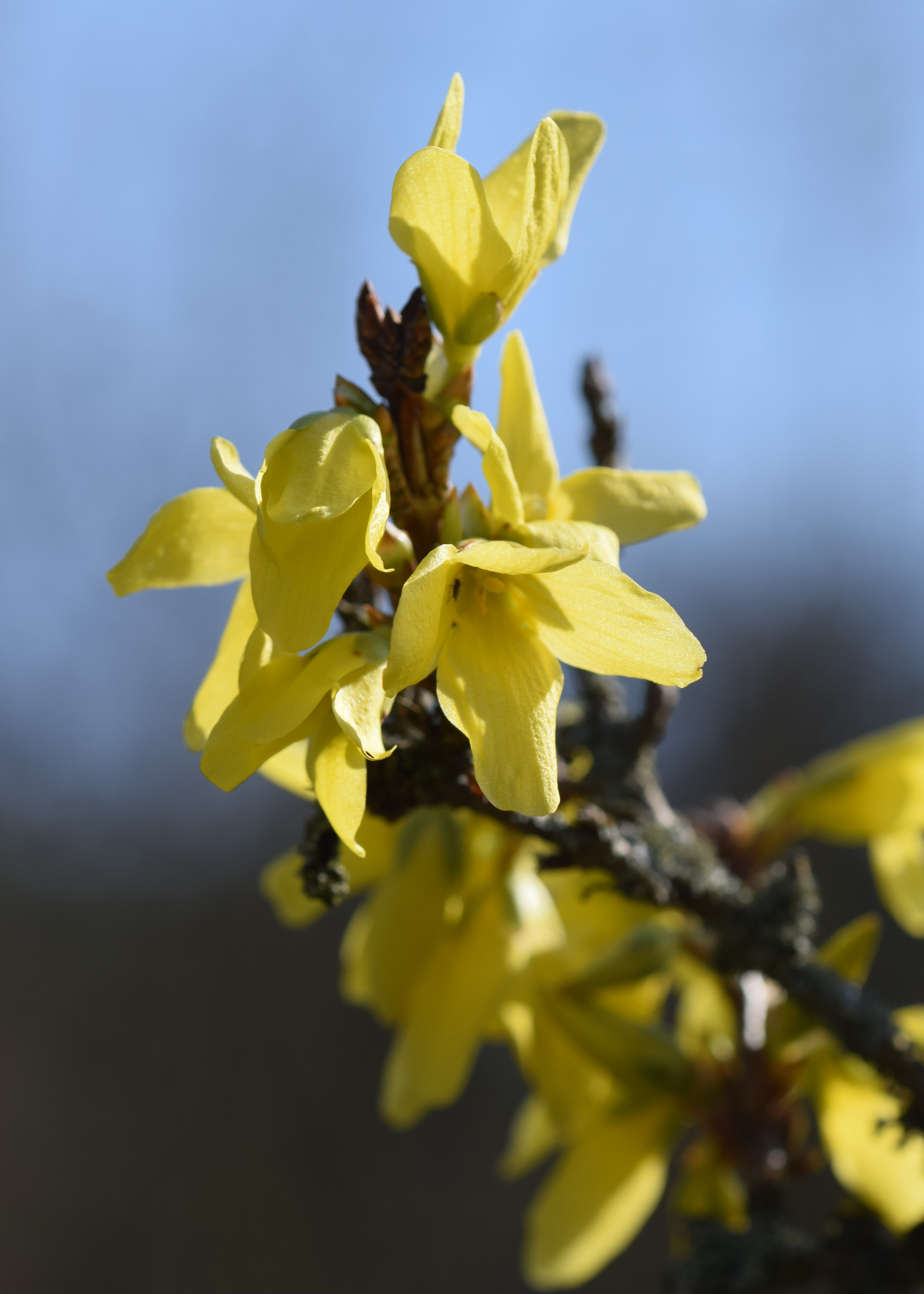
Kwiaty forsycji europejskiej

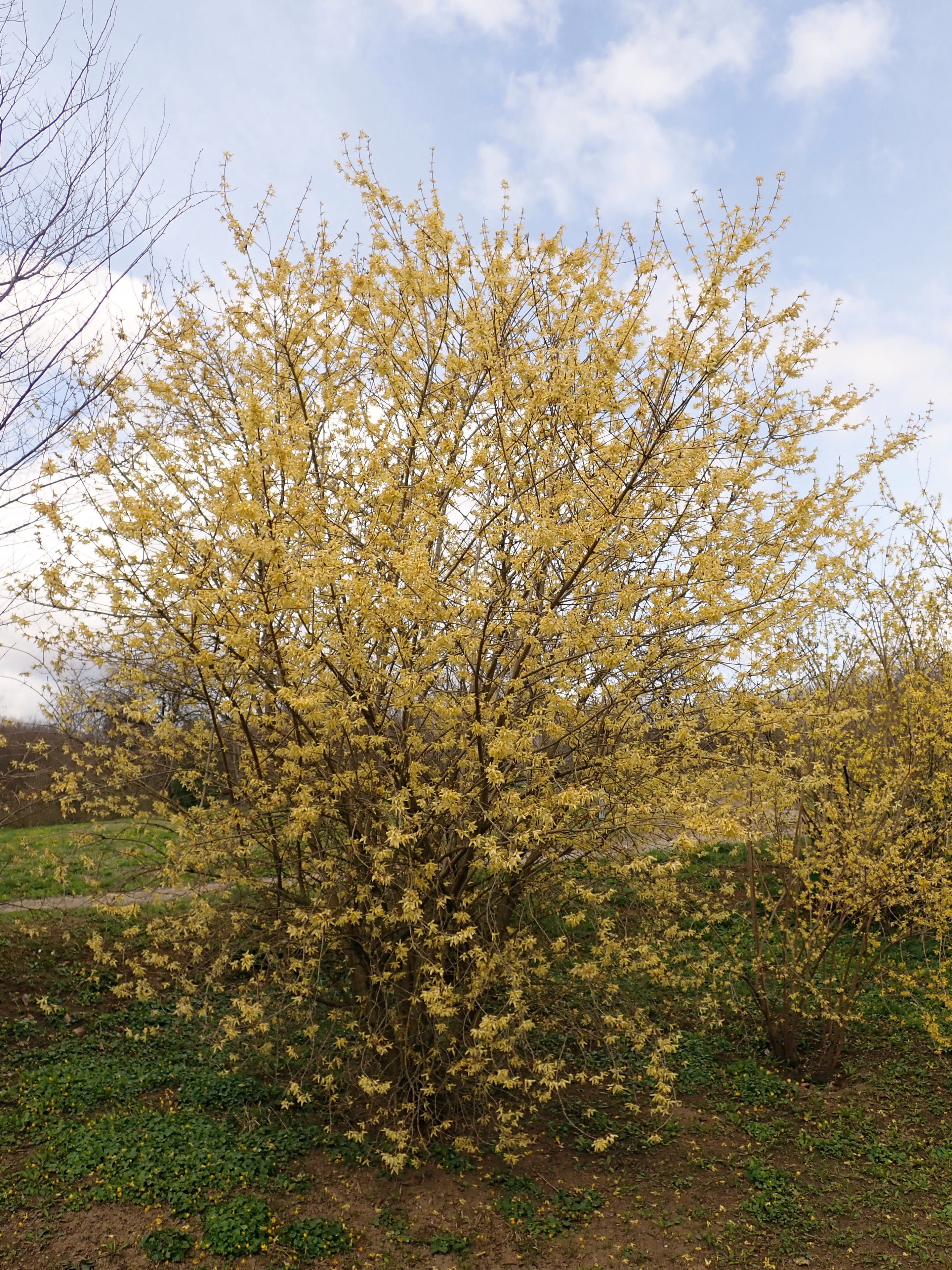
Forsycja Giralda

PokrójKrzewy osiągające do ok. 3 m wysokości, o pędach wyprostowanych lub zwisających, obłych lub groniastych, wewnątrz z rdzeniem blaszkowatym lub pustym (tylko u F. suspensa).
LiścieSezonowe, naprzeciwległe, zwykle pojedyncze, całobrzegie lub piłkowane, rzadko częściowo trójlistkowe u F. suspensa, nagie lub owłosione. Jesienią przebarwiają się na żółto, fioletowobrązowo lub opadają zielone.
KwiatyObupłciowe, żółte, rozwijają się wczesną wiosną zwykle przed rozwojem liści. Wyrastają skupione po 1–6 w kątach ubiegłorocznych liści. Kielich składa się z czterech działek zrośniętych u nasady. Płatki korony są także cztery, zrośnięte nasadami w rurkę o długości 3–8 mm, o wolnych łatkach kształtu taśmowatego lub eliptycznego, o długości 6–20 mm, wzniesionych lub odgiętych, często z pomarańczowymi smugami po stronie wewnętrznej. Pręciki są dwa schowane w rurce korony lub nieznacznie z niej wystające. Zalążnia jest górna, dwukomorowa. W komorach znajduje się od kilku do wielu zalążków. Szyjka słupka jest pojedyncza, krótsza lub dłuższa od pręcików (różnej długości słupki występują u każdego z gatunków, przy czym na poszczególnych krzewach są one albo dłuższe, albo krótsze – zjawisko to będące przystosowaniem do zapylenia krzyżowego zwane jest różnosłupkowością.
OwoceSuche, zaostrzone torebki pękające podłużnie dwoma klapami. Nasiona są liczne, drobne, wąskooskrzydlone.

## Systematyka
Pozycja systematyczna
Rodzaj z rodziny oliwkowatych (Oleaceae) z rzędu jasnotowców (Lamiales). W obrębie rodziny zaliczany do plemienia Forsythieae (który tworzy wspólnie z rodzajem abeliofylum Abeliophyllum).
Wykaz gatunków
- Forsythia europaea Degen & Bald. – forsycja europejska
- Forsythia giraldiana Lingelsh. – forsycja Giralda
- Forsythia ×intermedia Zabel (F. suspensa × F. viridissima) – forsycja pośrednia
- Forsythia japonica Makino – forsycja japońska
- Forsythia koreana (Rehder) Nakai
- Forsythia likiangensis Ching & K.M.Feng
- Forsythia × mandschurica Uyeki
- Forsythia mira M.C.Chang
- Forsythia nakaii (Uyeki) T.B.Lee
- Forsythia ovata Nakai – forsycja koreańska
- Forsythia suspensa (Thunb.) Vahl – forsycja zwisła
- Forsythia togashii H.Hara
- Forsythia viridissima Lindl. – forsycja zielona

## Zastosowanie
Rośliny ozdobne – liczne gatunki, a zwłaszcza mieszaniec – forsycja pośrednia, są często uprawiane jako krzewy ozdobne. Rośliny te mają długą tradycję uprawy w Japonii. W Chinach owocnie wykorzystywane są także leczniczo.
W Polsce najczęściej uprawiano dawniej forsycję zwisłą, która wyparta została przez mieszańce – głównie forsycję pośrednią. Rośliny uznawane są za podstawowe krzewy ozdobne kwitnące wczesną wiosną. Mają przeciętne wymagania siedliskowe – najlepiej rosną na glebach żyznych i wilgotnych (świeżych). Wymagają stanowisk słonecznych lub półcienistych. W różnym stopniu są wrażliwe na mrozy i podczas znacznych spadków temperatur ich pędy przemarzają. Dobrze znoszą przycinanie i formowanie, przy czym cięcia odmładzające najlepiej wykonywać zaraz po przekwitnieniu.